# La-La Land Records
La-La Land Records is een Amerikaans platenlabel gevestigd in Burbank (Los Angeles County, Californië). Het bedrijf werd opgericht in 2002 en brengt voornamelijk soundtracks uit die gebaseerd zijn op film en televisie. Het platenlabel is ook gespecialiseerd in het uitbrengen van alsnog niet eerder uitgebrachte opnames van onder meer decennia geleden. Beheerders van het label zijn Michael V. Gerhard en Matt Verboys.

## Artiesten
Componisten op het platenlabel zijn onder meer: 
- Elmer Bernstein
- Bill Conti
- John Debney
- Danny Elfman
- Michael Giacchino
- Jerry Goldsmith
- James Horner
- James Newton Howard
- Richard Jacques

- Maurice Jarre
- Michael Kamen
- Henry Mancini
- Ennio Morricone
- Alan Silvestri
- Brian Tyler
- John Williams
- Hans Zimmer